# Tirà crestat viatger
El tirà crestat viatger (Myiarchus crinitus) és un ocell de la família dels tirànids (Tyrannidae).

## Hàbitat i distribució
Habita boscos, ciutats i horts des de l'est d'Alberta i centre i sud-est de Saskatchewan, cap a l'est, a través del sud del Canadà fins l'illa del Príncep Eduard i el sud de Nova Escòcia i cap al sud, per l'est de les Muntanyes Rocalloses, fins al centre i sud-est de Texas, costa del Golf i sud de Florida.